# Bernard de La Monnoye
Bernard de La Monnoye, né le 15 juin 1641 à Dijon et mort le 15 octobre 1728, est un poète, philologue et critique français, connu principalement pour ses Noei Borguignon.

## Biographie

### La jurisprudence

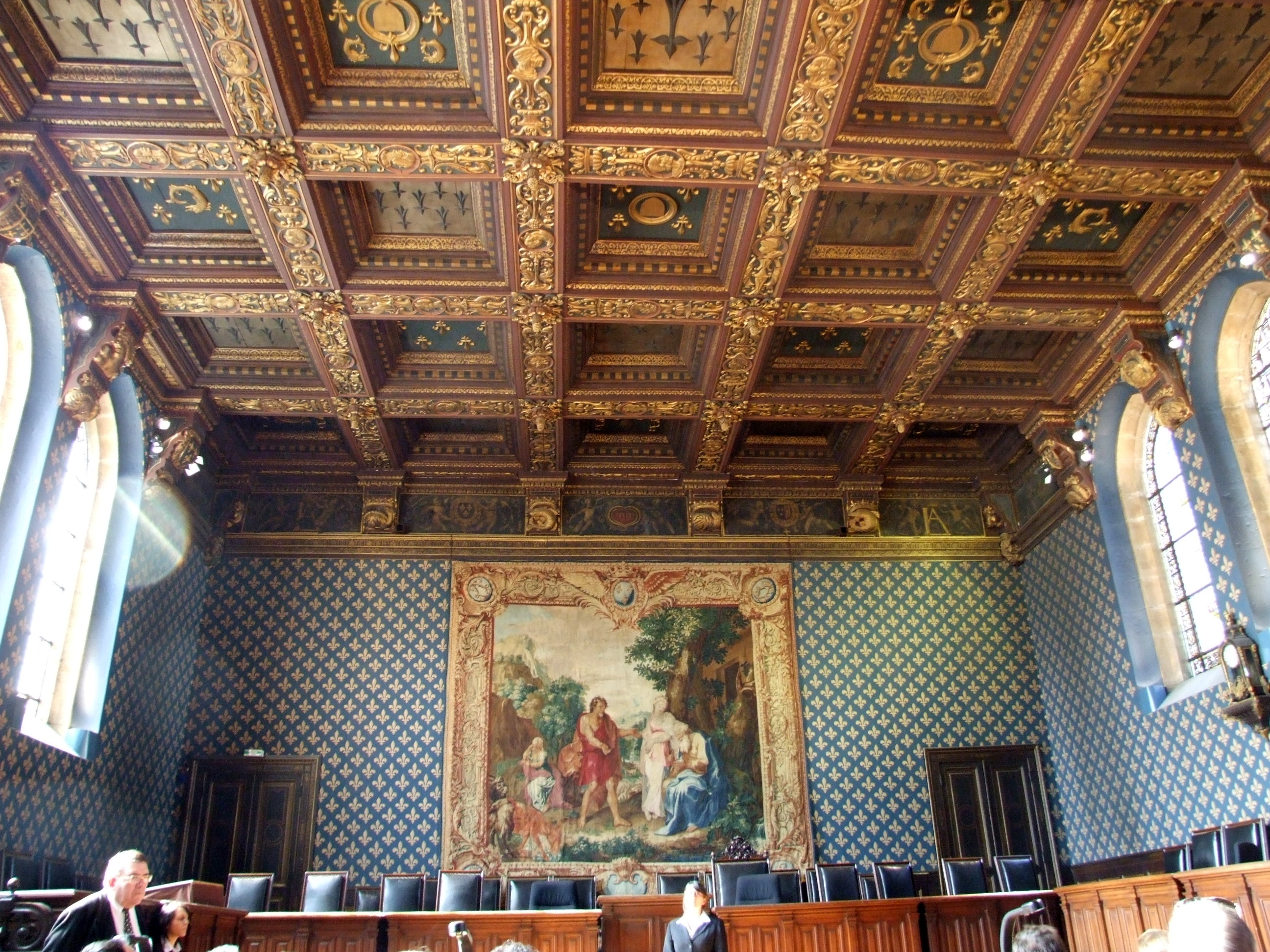
Salle dorée du palais de justice de Dijon où La Monnoye fit ses débuts comme avocat.

Il étudia auprès des jésuites, et dans son cours d'humanités, commença de se faire un nom par des épigrammes latines que suivirent des compositions françaises doublement remarquables par la jeunesse de l'auteur et par une élégance alors peu commune en province[réf. nécessaire].
Pour répondre aux vœux de son père, qui lui marquait sa place au barreau, il alla faire son droit à Orléans ; là, cédant à son insu à l'ascendant de ses goûts littéraires, il s'appliqua surtout à recueillir parmi les épines de la jurisprudence des particularités curieuses sur les auteurs et les livres qui en avaient traité. Il débuta au parlement de Dijon en 1662, mais l'incompatibilité de sa nouvelle profession avec les besoins de son esprit se fit bientôt sentir et colorant sa répugnance du prétexte de l'affaiblissement de sa santé, il échappa au labyrinthe des lois et se livra tout entier aux lettres.

### Dijon
Dijon possédait à cette époque une réunion d'hommes qui justifiaient les éloges donnés par Voltaire à l'esprit cultivé de ses habitants : c'était un noyau d'académie, dans lequel on distinguait le président Bouhier, Lamare, Dumay, Lantin, Legouz, Moreau de Mautour, le P. Oudin et l'abbé Nicaise. La Monnoye se partagea entre ses livres et de tels amis ; il leur offrait les primeurs de son talent poétique, et l'approbation d'un cercle paisible suffisait à son ambition, il allait jusqu'à gourmander ses amis, s'il leur arrivait de le trahir par la publicité de leurs éloges.

### L'abolition du duel
Un succès sur lequel il avait peu compté fit réfléchir sur lui l'éclat qu'il redoutait si fort. L'Académie française proposa, en 1671, pour sujet du prix de poésie qu'elle décernait pour la première fois, l'abolition du duel. La Monnoye se mit sur les rangs, et la pièce qu'il envoya fut couronnée. Le texte des compositions que l'Académie demandait pour ses concours roulait éternellement sur les louanges de Louis XIV ; ce fonds uniforme offrait pourtant encore des inspirations au talent. Si l'on excepte la Gloire acquise par le roi en se condamnant dans sa propre cause, les autres sujets traités par La Monnoye, la Gloire des armes et des lettres sous Louis XIV, l'Éducation du Dauphin, les Grandes choses faites par le roi en faveur de la religion, pouvaient soutenir sa muse ; il triompha cinq fois, et le bruit courut que ses juges l'avaient fait prier de s'abstenir désormais du concours, dont sa supériorité écartait trop de rivaux[réf. nécessaire].

### Joute académique
En célébrant le zèle de Louis XIV pour la cause de la religion, La Monnoye eut pour concurrents Fontenelle et cet abbé Dujarry qui depuis, dans une autre joute académique, l'emporta sur Voltaire adolescent. C'est à Santeul que La Monnoye fut redevable de son dernier succès. Le victorin avait chanté en vers latins le succès des mesures prises par le roi pour extirper l'hérésie ; mais sa pièce ne pouvant disputer le prix, il envoya au concours la traduction en vers français qu'en avait faite La Monnoye, et sans en prévenir celui-ci.

### Conseiller à la Chambre des comptes
Pour satisfaire sa famille et pour ne point demeurer sans état, il acheta en 1672 une charge de conseiller correcteur en la chambre des comptes, qu'il garda pendant huit ans. Quelque temps après il se laissa marier, et n'eut point à s'en repentir. Ses amis le pressaient depuis longtemps de se fixer à Paris.

### La poésie
Du sein de son indépendance philosophique, il laissait couler des vers, dédaignés dès le XIXe siècle, mais qui servirent alors à augmenter sa réputation. Santeul, aux productions duquel Corneille prêtait quelquefois le secours de son talent, préférait la manière de La Monnoye, traducteur plus souple et plus fidèle.
Celui-ci, en se mettant en veine pour le lyrique latin, entreprit le même travail sur un grand nombre d'hymnes, et rendit en français, vers pour vers, la Glose de Sainte-Thérèse, composition espagnole en stances qui expriment les transports de l'âme unie à Dieu par la communion. Il voulut dédier cette traduction à mademoiselle de la Vallière, alors carmélite, mais elle refusa par humilité.
La Monnoye, par la tournure de son esprit, était peu propre à la poésie noble ; dominé par l'enjouement de son caractère, il se montait difficilement au ton de son sujet ; cédant à sa facilité, il rencontrait le plus souvent des expressions vulgaires et tombait dans le prosaïsme, sermone pédestri.
Voltaire, fidèle aux admirations de sa jeunesse, a loué excessivement le Duel aboli ; c'est dans cette pièce, et dans celle que La Monnoye composa sur l'éducation du Dauphin, qu'il a semé ses meilleurs vers : il y a de la force et du mouvement ; mais les négligences et les inversions vicieuses y forment de trop fréquents défauts d'harmonie. Le poète a mieux réussi dans ses épigrammes et ses contes, imités pour la plupart, et qui ne demandaient que du naturel et de la vivacité.

### Les Noëls
Il fit surtout une heureuse application de son talent en écrivant des Noëls dans le patois de son pays. Aimé Piron, père de l'auteur de la Métromanie et apothicaire à Dijon, s'était déjà essayé dans ce genre ; et ses petites pièces, adaptées aux circonstances, avaient joui d'une vogue extraordinaire. La Monnoye lui reprocha un jour sa manière expéditive qui l'empêchait de mettre dans ses compositions tout l'art et toute la finesse dont elles étaient susceptibles. L'apothicaire le défia de faire mieux et il répondit en publiant treize Noëls, sous le nom de Gui Barozai, dénomination par laquelle on désignait les riches vignerons de la Côte, porteurs de bas à coins de couleur rose. Seize autres Noëls parurent la même année (1700), et l'on put dire que La Monnoye avait tué son devancier. Ces chants populaires, où des grâces toutes nouvelles ornaient un dialecte naïf, mais pauvre et borné dans ses moyens, et où le sel de la satire remplaçait quelquefois une gaieté toujours ingénieuse, furent bientôt dans toutes les bouches ; ils pénétrèrent à la cour et y furent chantés.

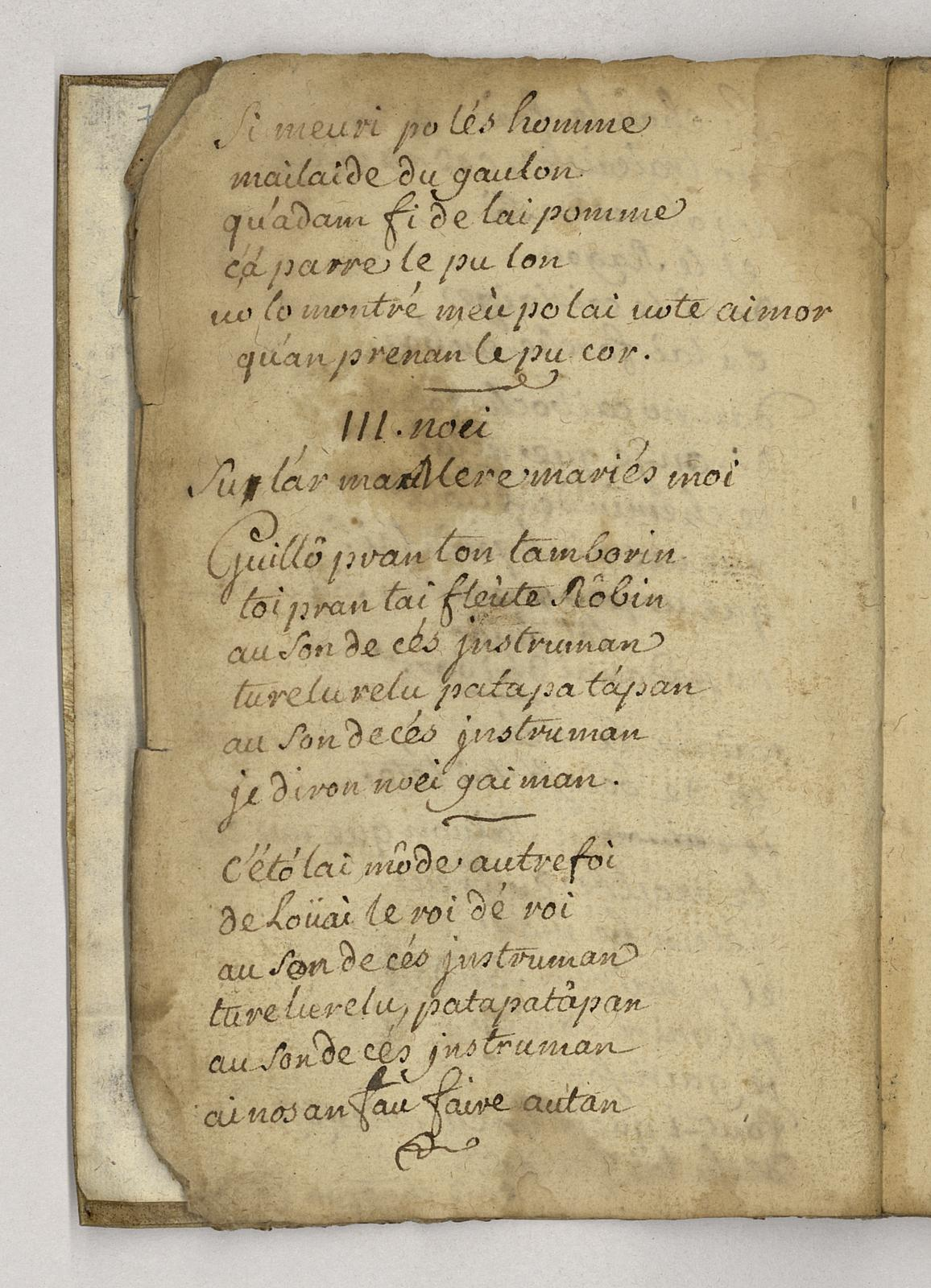
Guillô, pran to tamborin : chant de noël en en patois bourguignon écrit par Bernard de La Monnoye

Le plus connu parmi ces noëls est sans doute Guillô, pran to tamborin, plus communément appelé Patapan, que l'on continue toujours à mettre en musique et qui en version française commence ainsi :
Guillaume, prends ton tambourin

Toi, prends ta flûte, Robin

Au son de ces instruments

Turelurelu, patapatapan

Au son de ces instruments

Je dirai Noël gaîment.
Des voix discordantes troublèrent ce concert de louanges ; une piété méticuleuse crut apercevoir dans des couplets, tout au plus malins, le dessein formel de tourner la Bible en ridicule. Un nommé Magnien, vicaire à Dijon, déjà plusieurs fois repris pour les écarts de son zèle, fit en chaire une violente sortie contre l'élégant badinage dont les mondains se laissaient charmer.
Vers ce temps-là, un missionnaire qui avait opéré beaucoup de conversions à Dijon fit, dit-on brûler entre autres livres, sur la place publique : le Josèphe d'Arnauld d'Andilly, attendu que tout ce qui venait d'un janséniste était suspect. La Monnoye n'était donc pas rassuré par son orthodoxie et par la régularité de ses mœurs. Ses Noëls furent déférés à la censure de la Sorbonne ; mais, quoi qu'en ait dit Voltaire, elle évita contre l'avis de neuf de ses docteurs le ridicule de fulminer en pareille occasion, La Monnoye se vengea de ses détracteurs par le sarcasme et voulant multiplier ses lecteurs et donner un démenti à Dumay[Lequel ?], qui, très versé dans le patois bourguignon, trouvait dans les Noëls la preuve d'une connaissance imparfaite de ce dialecte, il composa un Glossaire des mots bourguignons les plus difficiles à entendre.
Ce fut pour lui un cadre où il fit entrer une érudition agréable et où il sut glisser de piquantes anecdotes ; de ce nombre est l'extrait d'un sermon de saint Vincent Ferrier, sur le devoir conjugal, morceau qui a beaucoup d'affinité avec le Calendrier des vieillards de la Fontaine, et qui est un monument précieux de l'innocence de l'orateur, ainsi que de la simplicité du temps.

### L'Antiquité et les littératures étrangères
La Monnoye passait de ces débauches d'esprit à l'étude réfléchie des écrivains de l'Antiquité quoiqu'il ne se fût appliqué au grec que vers l'âge de quarante ans, si nous en croyons d'Olivet, il était aussi versé dans la littérature grecque que dans celle de Rome. Il avait un goût particulier pour faire des vers dans l'une et l'autre langue. C'est ainsi qu'il traduisit en latin son poème du Duel, que, dans cette forme il préférait à l'original, et qu'il mit en grec plusieurs odes d'Horace et la sixième satire de Boileau. La langue espagnole et la littérature italienne lui étaient aussi très familières, et les Ricovrati de Padoue lui envoyèrent des lettres d'académicien en 1687.
Ses correspondances avec les savants avaient répandu dans toute l'Europe sa réputation de philologue consommé. Nicaise, qui se faisait un plaisir d'épargner quelques lettres à la paresse de son ami, le plaça très haut dans l'estime de Pierre Bayle. Ce philosophe reconnaissant des utiles matériaux et des nombreuses observations que La Monnoye lui avait fait passer pour améliorer la première édition de son Dictionnaire rendit un hommage solennel à l'érudition saine, étendue et ornée de son bienveillant auxiliaire.

### L'Académie française
En 1707, La Monnoye consentit enfin à venir à Paris avec ses livres. Sa modestie put seule, pendant plusieurs années, l'écarter de l'Académie française ; il y fut reçu à l'unanimité, en 1713, à la place de Régnier-Desmarais. On a imprimé sans fondement qu'il fut dispensé des visites d'usage. Son élection offrit une particularité plus intéressante. Trois cardinaux, membres de l'Académie, l'y portaient avec vivacité, mais comme dans les assemblées le directeur, le chancelier et le secrétaire avaient seuls des fauteuils, l'étiquette, faisant à leurs éminences une loi de ne point se confondre avec la foule sur des sièges inférieurs, les empêchait d'assister aux séances et de donner leurs voix à leur protégé. Louis XIV leva cette difficulté, en faveur de l'égalité académique, en accordant quarante fauteuils à la compagnie[réf. nécessaire].

### Le Ménagiana
En 1715, La Monnoye se vit compromis dans de nouvelles tracasseries par la publication du Menagiana. En corrigeant les erreurs de Gilles Ménage, en éclaircissant certains articles, il céda à la tentation d'y intercaler une partie des remarques curieuses dispersées dans son portefeuille. Des esprits scrupuleux trouvèrent mauvais qu'il eût levé le voile sur certaines personnes, et qu'il eût mêlé à ses citations des traits un peu libres. Le livre fut arrêté et soumis à des censeurs, avec lesquels il fallut composer. La Monnoye eut assez bon marché d'eux, servi qu'il fut par leur incompétence et par le crédit du cardinal de Rohan. II prépara lentement les corrections exigées, et l'édition eut le temps de s'écouler sans cartons.

### La fin
Tandis qu'il jouissait paisiblement de la considération due à ses travaux, la banqueroute de Law le dépouilla de toute sa fortune convertie en rentes sur l'État et le força de vendre jusqu'à ses médailles académiques. À ces pertes se joignit celle d'une compagne qu'il chérissait mais sa sérénité n'en fut point altérée. Les consolations de l'amitié, le produit de sa bibliothèque, dont l'acquéreur, son voisin de la rue du Cherche-Midi, Jean-Baptiste Glucq, lui laissa l'usage jusqu'à la fin de sa vie, une pension de six cents francs qu'il dut à la générosité du duc de Villeroi, une autre d'égale valeur que lui firent des libraires, pour prix de ses remarques sur Baillet et sur l'Anti-Baillet, le conduisirent sans regrets au terme de sa vieillesse, arrivé en sa 87e année.

### Postérité
De ses quatre enfants, trois embrassèrent la vie religieuse. L'aîné, marié à Paris, fut le père d'un célèbre avocat au parlement. Ce dernier, dit Lacretelle, était un homme plein de finesse dans les idées comme dans la figure ; il portait au barreau le ton d'une conversation agréable et facile et ses qualités aimables lui avaient concilié l'attachement et le respect. La douceur, la modestie et l'urbanité de Bernard de La Monnoye lui avaient fait de nombreux amis. Sa gaieté, quelquefois grivoise, perce dans ses contes et ses épigrammes ; mais on se tromperait si l'on en tirait quelque induction contre ses mœurs : elles étaient irréprochables de tout point ; et naturellement insouciant, il ne paraît pas qu'il ait jamais pensé à justifier son anagramme : Io amo le donne.
C'est uniquement comme critique et philologue que La Monnoye a conservé sa célébrité ; encore est-on un peu fondé à lui reprocher la frivolité de ses recherches. Burman s'en exprimait durement en l'appelant indefessus nugarum indagator. La Monnoye avait pourtant trouvé grâce en 
Allemagne ; et dans les Acta eruditorum de Leipzig, dirigés par Leibniz, il était qualifié de vir omnis elegantiæ peritissimus et studiosissimus. Personne parmi ses contemporains ne possédait mieux l'histoire littéraire et ne le lui disputait en connaissances bibliographiques. Il est néanmoins remarquable qu'il n'eut que des notions superficielles sur les trouvères, sur leurs fabliaux et sur toutes ces vieilles ébauches de la langue française encore grossière.
La Monnoye était encore un homme de goût. Il abjura toute superstition dans son culte pour les anciens, et se prononça franchement en faveur de l'Œdipe de Voltaire. Il avouait hautement la préférence que lui paraissait mériter la culture de notre langue ; et il se bornait à féliciter Santeul de s'être emparé par ses hymnes du seul coin de réserve qui restât aux vers latins. Les siens ont été insérés, ainsi que ses vers grecs, dans le recueil des Recentiores poëtæ selecti, par d'Olivet. Ses poésies françaises, entremêlées, sans discernement, de morceaux qui n'étaient pas de lui, furent publiées d'abord par Sallengre sur des copies incorrectes et tronquées mais l'abbé Joly rassembla de nouvelles poésies pour faire suite au volume précédent. Rigoley de Juvigny, dans ses Œuvres choisies de La Monnoye, divisés en 9 livres, ne fit guère que reproduire le fond de ces trois éditions ; il entassa, sans méthode comme sans goût, tous les matériaux qui se trouvèrent sous sa main, et il ne jugea pas à propos de comprendre les Noëls dans sa compilation. Ses additions consistent principalement dans le discours de La Monnoye à l'Académie et en rognures de ses lettres. Mercier de Saint-Léger, et après lui Chardon de la Rochette, avaient promis de suppléer à l'ineptie de Rigoley, en élaguant considérablement son recueil et en publiant, avec un choix de mélanges, philologiques de La Monnoye, d'élégantes pièces de vers que le pauvre éditeur avait oubliées. Ce projet n'a point reçu d'exécution.
Il est également l'auteur de poésies, dont une Ode au Roy sur la conqueste de la Franche-Comté, parue en 1674, et dont la première compilation est publiée en 1716. On attribue enfin à Bernard de La Monnoye la célèbre Chanson de La Palisse[réf. nécessaire].

## Publications
Voici la liste des productions de La Monnoye qui complètent la collection de Rigoley : 
1. Noël bourguignons de Gui Barozai, ai Dioni (Dijon), 1720, pet. in-8°, avec le glossaire et la musique. Louis-François Du Bois[17] a donné le texte plus épuré, plus complet des Noëls et autres poésies bourguignonnes[18] de La Monnoye. Ce n'était que l'annonce d'un travail plus considérable pour lequel il a été gagné de vitesse par Gabriel Peignot, qui a donné un Essai historique et bibliographique sur les ouvrages publiés en patois bourguignon[réf. nécessaire], particulièrement sur les Noëls de La Monnoye, et le Virgile Virai[19] en vers.
2. Menagiana[20] de Gilles Ménage, La Monnoye a rassemblé à la fin du 4e volume quelques pièces qui méritent plus particulièrement l'attention des curieux : 
  1. Lettre au président Bouhier sur le prétendu livre des Trois imposteurs. Il y démontre, par une suite de raisonnements sans réplique, qu'aucun de ceux qui ont cité cet ouvrage ne l'avait vu, et que, comme il est impossible, quelque rare qu'on le suppose, qu'il ait échappé aux recherches de tant d'érudits, on en doit conclure qu'il n'a jamais existé que dans l'imagination de quelques impies. Cependant un téméraire, qui spéculait sur la crédulité des amateurs, a publié un ouvrage sous le titre fameux : De tribus impostoribus, anno MDIIC (1598), pet. in-8° de 48 pages. Un exemplaire de cette édition, tirée certainement à un très petit nombre est annoncé dans le catalogue de Crevenna[21] ; un second, acheté au prix exorbitant de quatre cent, soixante-quatorze francs à la vente du duc de la Vallière[22] et M. Renouard en possédait un troisième, dont il a donné une notice assez détaillée dans son Catalogue de la bibliothèque d'un amateur[23] (t. 1er, p. 118). L'examen que M. Brunet a fait de ce livre l'a mis à même de décider qu'il a été imprimé en Allemagne, ou tout au moins à l'imitation des éditions de ce pays, dans le courant du XVIIIe siècle. La note, avec la date manuscrite de 1762 que porte cet l'exemplaire, semble à Renouard une preuve décisive que l'abbé Mercier de Saint-Léger n'a eu aucune part à cette édition. (Voir le Manuel du libraire[24], t. 3, p. 355 ; les Questions de littérature légale[25], de Nodier, p. 83, et le Dictionnaire des anonymes[26], t. 3. p. 560.) Quant à la prétendue traduction française de ce livre, elle est évidemment de l'invention de quelqu'un de nos esprits forts de ces derniers temps. On trouvera dans le Dictionnaire[27] de Prosper Marchand (t. 1er, p. 312) la notice de tous les écrits qui ont paru pour repousser ou pour soutenir l'existence du traité De tribus impostoribus.
  2. Dissertation sur le Moyen de parvenir. La Monnoye prouve que François Béroalde de Verville en est l'auteur.
  3. Autre Dissertation sur le Songe de Poliphile (Francesco Colonna).
  4. Dissertation sur la célèbre Epigramme latine de Pulci sur un hermaphrodite
  5. Observations et réflexions sur les Jugements des savants de Baillet, avec un Abrégé de la vie de M. Baillet. Elles sont intéressantes et supposent une immense lecture. La Monnoye se refusa aux instances vindicatives du président Cousin, qui voulait qu'il les publiât du vivant de Ménage.
3. Les Contes ou les Nouvelles récréations et joyeux devis de Bonaventure Des Périers... Nouvelle édition augmentée et corrigée avec des notes historiques et critiques, par M. de La Monnoye[28].
4. Remarques sur le Poggiana de M. Lenfant, Paris : L. d'Hotelfort, 1722, In-12, 37 p[29].
5. Préface et Notes sur Les Nuits facétieuses de Giovanni Franscesco Straparola[réf. nécessaire]. La Monnoye méprisait beaucoup ces contes italiens ; il n'en exceptait que deux ou trois, qu'il a imités.
6. Deux Préfaces pour la Pancharis[réf. nécessaire] de Bonnefons[30] ;
7. Notes sur La Bibliothèque choisie et sur les Opuscules[31] de Colomiès[32] ;
8. Une Dissertation sur le Passavant[réf. nécessaire] de Théodore de Bèze ;
9. la Vie du poète Sarrazin, dans le tome 1er des Mémoires[33] de Sallengre ;
10. Une Lettre à l'abbé Conti sur les principaux auteurs français, dans le tome 7 de la Bibliothèque française[34]. Elle ne va que jusqu'à 1725. Rigoley a cru sérieusement que Voltaire en avait eu besoin pour son Catalogue des écrivains du siècle de Louis XIV[Interprétation personnelle ?].
11. La Vie de Pyrrhon, traduite du grec de Diogène Laërce, et quelques autres morceaux, dans la continuation des Mémoires de littérature[35] (par Desmolets), t. 3 et 6 ;
12. Lettre contenant diverses observations critiques[36] sur les Annales typographici ab artis inventae origine[37] de Maittaire. Ce dernier y répondit par une lettre insérée dans la Bibliothèque Britannique[38].
13. Remarques sur les Bibliothèques de La Croix du Maine et Du Verdier[34].

La Monnoye fut encore l'éditeur du Recueil des pièces choisies, tant en prose qu'en vers. Le Duchat pour son Rabelais, Coste pour ses éditions des Essais de Montaigne et des Caractères de La Bruyère, Gibert pour ses Jugements sur les rhéteurs, Sallengre pour son Histoire de Pierre de Montmaur, durent beaucoup à ses communications. Il ne fut pas moins utilement consulté par l'abbé d'Olivet pour l'édition des lettres du Pogge[réf. nécessaire], par Morabin et d'Olivet pour plusieurs de leurs traductions de Cicéron.
II laissa en manuscrit des Observations sur l'Anacréon de Régnier-Desmarais, et des Remarques sur les vies des jurisconsultes, de Taisand. La Monnoye avait commencé un travail sur La Farce de Maître Pathelin mais le déplacement d'un directeur de la librairie, sur la tolérance duquel il comptait, lui fit poser la plume. La même considération l'empêcha de tirer de son portefeuille un Commentaire sur Mellin de Saint-Gelais. D'Alembert regrettait la perte des Recherches de La Monnoye, sur les livres proscrits ou condamnés au feu.